# Boeing 307
Pour les articles homonymes, voir Stratoliner.
Dimensions
Le Boeing 307 Stratoliner est un avion de ligne quadrimoteur conçu par la Boeing Company à la fin des années 1930. Dérivé du bombardier B-17 Flying Fortress dont il reprend la voilure, les moteurs et l'empennage, il dispose d'un fuselage entièrement nouveau, de forme arrondie et devient le premier avion commercial pressurisé à entrer en service. Après le semi-échec du Boeing 247, le Stratoliner marque le retour de l'avionneur de Seattle sur le marché civil ; toutefois, en raison de l'arrivée sur le marché du Douglas DC-3 concurrent, dix appareils seulement sont construits dont huit livrés aux compagnies aériennes. Livrés initialement à la Pan American et à la Trans World Airlines, les Boeing 307 connaissent pour la plupart de longues carrières, notamment en Asie.
Au milieu des années 1990, l'ancien Flying Clipper Cloud de la Pan American, seul exemplaire préservé du Stratoliner, est remis en état de vol pour subir, à Seattle, un important chantier de restauration qui dure jusqu'à l'été 2001. Cet appareil est livré au National Air and Space Museum en 2003 et est exposé dans l'annexe du musée située à proximité de l'aéroport international de Washington-Dulles.

## Origine et développement

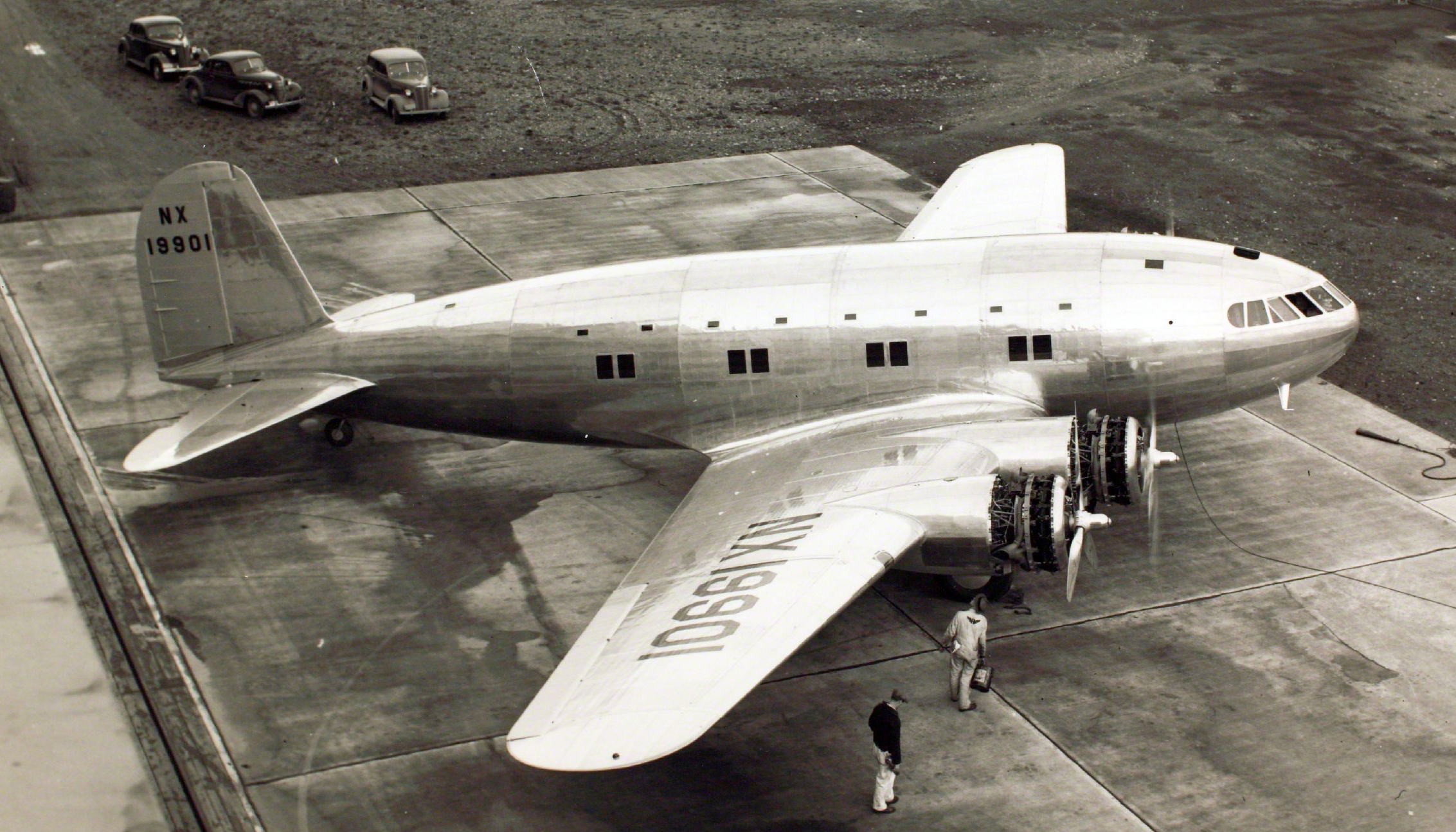
Le prototype du 307.

C’est en 1934 que le bureau d’études Boeing lança le développement d’un quadrimoteur commercial transcontinental, capable de voler « au-dessus de la météo », le Modèle 300. La future machine devait utiliser une partie des éléments du bombardier Modèle 299, plus connu comme B-17 Flying Fortress, les deux quadrimoteurs étaient développés en parallèle. 
La conception de l’avion profita très largement des nombreuses recherches effectuées par Tommy Tomlinson, pilote de la TWA connu pour ses nombreuses expériences de vol à très haute altitude. Optimisé pour croiser à 3 550 m, le quadrimoteur, devenu Modèle 307 dans sa version définitive, utilisait la voilure, moteurs compris, et les empennages du B-17C, montés sur un volumineux fuselage de section circulaire de trois mètres de diamètre, sans décrochement au niveau du pare-brise du poste de pilotage. Pressurisé, ce fuselage permettait à l’appareil de voler à 9 000 m, avec 33 passagers et cinq membres d’équipage. Le Stratoliner fut le premier avion commercial terrestre à disposer d’un mécanicien navigant. Ce dernier était jugé nécessaire pour surveiller la pressurisation, mais il avait aussi en charge le contrôle du bon fonctionnement des moteurs, comme sur un avion de raid, permettant au pilote de se concentrer sur la conduite du vol. 
Le prototype [NX19901, c/n 1994] effectua son premier vol le 31 décembre 1938. Le 18 mars 1939 cet appareil effectua un vol de présentation à la compagnie KLM. Durant le vol le pilote de la compagnie néerlandaise demanda au pilote du constructeur s’il pouvait couper deux moteurs d’un même côté. Le prototype s’engagea alors en vrille et, devenu incontrôlable, s’écrasa, les dix personnes se trouvant à bord étant tuées.  
Pour éviter qu’un tel accident ne se reproduise Boeing dessina une nouvelle dérive, ce qui entraîna le renvoi en atelier des appareils en attente de livraison à Pan Am. Cette dérive donnant de bons résultats, elle fut  adoptée sur le B-17E.
Mis en service par TWA le 8 juillet 1940, le Stratoliner fut le premier avion commercial pressurisé à entrer en service dans le monde.

## Les versions

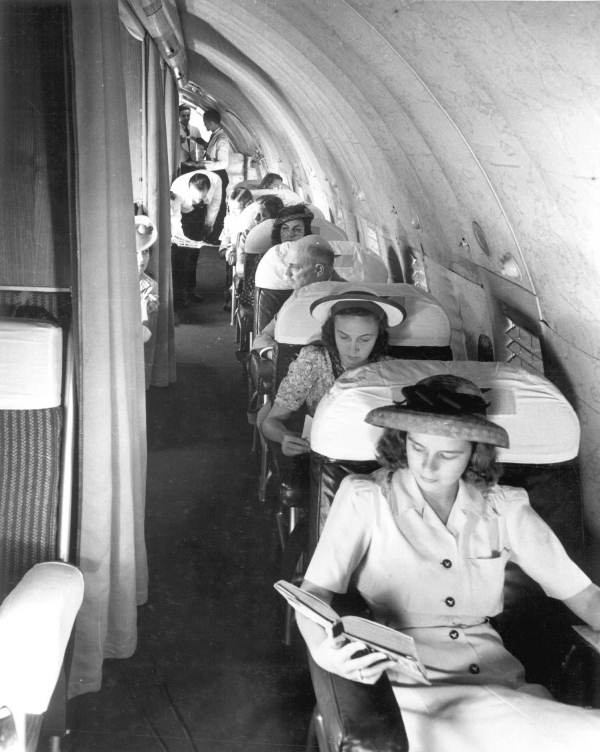
La cabine d'un 307 de la Pan Am.

- Boeing S-307 : Pan American, qui s’était retiré du programme DC-4, jugeant le DC-4E trop ambitieux, fut la première compagnie à passer commande, achetant dès 1937 quatre appareils, dont le prototype, au prix unitaire de 315 000 U$. Malgré l’accident survenu au prototype la compagnie mit en service les trois autres appareils commandés. Livrés en 1940 et baptisés Clipper Rainbow [NC19902, c/n 1995], Clipper Flying Cloud [NC19903, c/n 2003], et Clipper Comet [NC19910, c/n 2002], ils furent exploités sur les lignes desservant l’Amérique latine depuis la base de Miami. Contrairement aux SA-307B de TWA, ces avions conservèrent leur immatriculation civile durant la Seconde Guerre mondiale, bien qu'ils aient été largement utilisés au profit de l’Army Air Transport Command. Un avion fut perdu par accident, les deux autres retirés d'exploitation en 1948.
- Boeing SA-307B : TWA qui, comme Pan American avait préféré le Boeing 307 au DC-4E, commanda de son côté six exemplaires, dont cinq furent livrés à la compagnie et portèrent les noms de tribus indiennes: Comanche [NC19905, c/n 1996], Cherokee [NC19906, c/n 1998], Zuni [NC19907, c/n 1999], Apache [NC19908, c/n 2000] et Navajo [NC19909, c/n 2001]. Le dernier fut conservé par Howard Hughes. Ces machines se distinguaient des appareils de Pan American par des guignols de volets en saillie sous l’intrados. Mis en service le 8 juillet 1940 sur les liaisons New York-Los Angeles, ils furent réquisitionnés en 1942 par l’Army Air Transport Command sous la désignation Boeing C-75 [Serial 42-88623 à 88627]. Pilotés par des équipages de la TWA réquisitionnés, ils furent utilisés initialement sur la ligne reliant Le Caire via l’Amérique Latine et le Ghana, mais par la suite desservirent également régulièrement Londres. 
  - Boeing SA-307B-1 : En 1944 le [NC19909/42-88627] fut modifié pour recevoir la voilure  et le stabilisateur du B-17G, ce dernier étant reculé de 90 cm. Les moteurs Cyclone de 900 ch furent également remplacés par des groupes similaires de 1 200 ch et la pressurisation supprimée pour alléger l’appareil. TWA fit modifier ainsi tous ses appareils. En mai 1951 ils furent revendus à Aigle Azur.
- Boeing SB-307B : En 1938 Howard Hughes avait établi un record de durée autour du Monde sur un Lockheed Electra. Après avoir acheté TWA en 1939, il décida de tenter d’améliorer ce record. Il fit donc réserver à son usage un des Boeing SA-307B [NC19904, c/n 1997] destiné à la compagnie aérienne et le fit équiper de réservoirs supplémentaires. Cette tentative fut ajournée, puis annulée, en raison du déclenchement de la Seconde Guerre mondiale.
Immobilisé de septembre 1939 à mai 1947, ce quadrimoteur fut réaménagé en palace volant en 1948 par le célèbre styliste Raymond Loewy, Rita Hayworth suggérant certains détails de décoration. Cet appareil fut acheté en mars 1949 par Glenn McCarthy pour transporter les personnalités de Hollywood invitées à l’inauguration de son hôtel, le Shamrock. Revendu en 1962 à Florida Jet Research, le quadrimoteur fut victime d’un feu électrique dans le cockpit durant son transfert en vol vers Fort Lauderdale, obligeant le pilote à effectuer un atterrissage d’urgence à Gulfport, Mississippi, puis en 1964 le cyclone Cléo endommagea irrémédiablement l’aile et le train arrière, entraînant sa radiation. En 1969 Kenneth W. London récupéra l’épave, fit transporter le fuselage dans une marina de Fort Lauderdale et le transforma en une luxueuse péniche de tourisme. Baptisée Londonaire, puis Cosmic Muffin depuis 1981 par son nouveau propriétaire, David R. Drimmer, cette embarcation aussi originale que luxueuse est louée depuis 1994 par Plane Boats Inc pour des croisières sur les rivières de Floride.

## Les Stratoliner d'Aigle Azur
Aigle Azur Transports Aériens racheta entre avril en juillet 1951 les cinq SA-307B-1 [F-BELU/V et F-BELX/Z] de TWA et, un peu plus tard, un S-307 de Pan American [F-BHHR, c/n 1995]. Ces quadrimoteurs devaient faire une très longue carrière en Asie. Un exemplaire fut revendu dès 1952 à Air Laos [XW-PGR, c/n 2000]. Passé à Royal Air Lao en 1971, il fut victime d'un accident à Luang Prabang en 1971 et réformé. Trois autres quadrimoteurs furent loués à Air Laos en septembre 1960 [XW-TAA/C, c/n 1999, 1996, 1995]. Repris par Aigle Azur Extrême Orient courant 1961, les Stratoliner furent les seuls avions civils autorisés à relier Hanoï depuis Vientiane et Saïgon durant la Guerre du Vietnam. Ce qui ne se fit pas sans casse : Le 22 mai 1961 le [F-BHHR] s'est écrasé à Tan Son Nhut en tentant de se poser malgré un violent orage. Le 18 octobre 1965 un autre appareil [F-BELV, c/n 1996] fut porté disparu en vol entre Vientiane et Hanoï, probablement abattu par la DCA Nord Vietnamienne (douze tués). Les autorités Laotiennes ont permis aux enquêteurs de venir faire leur travail sur le sol Laotien, ce que les autorités de Hanoi ont toujours refusé.  Si on ajoute la perte du [F-BELZ, c/n 2001], qui a percuté une montagne en Corse le 29 décembre 1962, il ne restait donc que deux appareils fin 1965. Cédés à la CITCA, ils furent transférés à Cambodia Air Commercial, leur dernier utilisateur. Le [XW-TFR, c/n 1999] fut victime d'un accident le 27 juin 1974 près de Battambang (seize tués sur 25 personnes à bord), le [XW-TFP, c/n 1998] a terminé sa carrière par un atterrissage forcé dans le Mékong le 13 mars 1975, à proximité de la frontière thaïlandaise. Des rumeurs persistantes prétendent que cet avion volait encore en Indonésie en 1985, sans que cette information ait jamais été vérifiée.

## La saga duClipper Flying Cloud

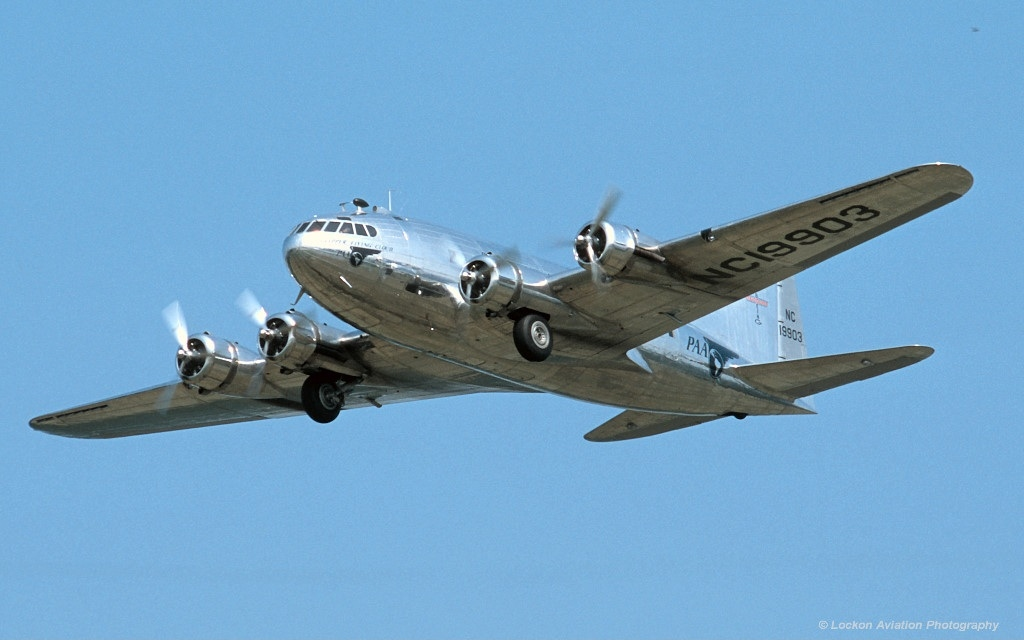
Le Clipper Flying Cloud à son arrivée à l'aéroport international de Washington-Dulles le 13 juin 2003.

Mis en service comme [NC19903 Clipper Flying Cloud], le S-307 c/n 2003 fut livré à Pan American le 22 mars 1940 à Brownsville, Texas. Passé au service de l’Army Air Transport Command en 1942 sans recevoir de désignation militaire, il fut récupéré par Pan American en 1946 et affecté à la desserte quotidienne reliant New York aux Bermudes. Vendu à Airline Training Inc, Homestead (Floride) le 1er novembre 1948 et immatriculé [ZS-BWV], il fut acheté le 11 décembre 1953 par l’armée haïtienne pour servir d’avion de transport personnel au chef de l'État « Papa Doc » François Duvalier. Il réapparut sur le registre civil des États-Unis le 15 septembre 1959, immatriculé [N9307R] au nom de Flight Investment Corp, de Dallas. Retrouvant son immatriculation originale [N19903] en 1960, il fut revendu à Ewell Nold Jr le 12 novembre 1962 et exploité par Arkansas Air Freight Inc. Acheté le 23 novembre 1965 par Inter-American Inc de Derby, Kansas, il fut finalement cédé pour 11 667 U$ à Aviation Specialities Co de Mesa (Arizona) le 28 mai 1969, et stocké à Falcon Field.
Le 23 février 1973 le National Air and Space Museum échangea un Lockheed C-121 Constellation contre cet unique survivant. Remis en état de vol le [N19903] fut alors convoyé en vol jusqu’à Davis-Monthan AFB, près de Tucson, et remorqué jusqu’au Pima Air Museum. En juin 1994 le Flying Cloud reprit l’air, pour rejoindre cette fois Boeing Field, où  des employés de Boeing à la retraite entreprirent sa restauration. Sorti des hangars le 23 juin 2001, il fut une des vedettes du meeting de l’Experimental Aircraft Association à Oshkosh quelques semaines plus tard.
Toutefois le 28 mars 2002, effectuant un vol d’essais, le quadrimoteur fut victime d’une panne de carburant et dut se poser en mer à Elliot Bay, près de Seattle. Les quatre membres d’équipages n’eurent à subir que des blessures légères et l’appareil fut sorti de l’eau dès le lendemain. Remis en état par Boeing, l’appareil a quitté Seattle le 13 juin 2003 pour le Steven F. Udvar-Hazy Center, annexe du National Air and Space Museum installée sur l’aéroport international de Washington-Dulles. Trop précieux pour risquer d'être perdu, cet avion ne devrait plus voler.